# 林崎站
林崎站（日语：／ Hayashizaki eki */?）位于青森县北津轻郡藤崎町大字林崎，是东日本旅客铁道（JR東日本）管辖的五能线上的鐵路車站。

## 历史
- 1935年4月15日 - 车站投入运营[1]。
- 1945年6月 - 暂停营业[1]。
- 1946年 - 重新开始营业[1]。
- 1987年4月1日 - 国铁分割民营化后成为JR东日本车站。
- 2007年2月 - 站台延长工程竣工，长度从适应3辆编组延长为4辆。

## 车站结构
侧式站台1台1线的地上车站。五所川原站管理的无人车站。
之前站台停靠4辆编组列车时受限于站台长度，只能使用前3个车厢，2007年2月站台延长改造后再无此限制。

## 相邻车站
東日本旅客鐵道
■五能线
□快速（仅上行）、■普通
板柳－林崎－藤崎